# キルデア・ディグビー (第2代ディグビー男爵)
第2代ディグビー男爵キルデア・ディグビー（英語: Kildare Digby, 2nd Baron Digby、1631年ごろ – 1661年7月11日）は、アイルランド貴族。

## 生涯
初代ディグビー男爵ロバート・ディグビーと妻サラ（Sarah、旧姓ボイル（Boyle）、1609年3月29日 – 1633年7月14日、初代コーク伯爵リチャード・ボイルの娘）の息子として、1631年ごろに生まれた。1642年6月7日に父が死去すると、ディグビー男爵位を継承した。キルデアが爵位を継承した時期はイングランド内戦の最中だったが、幼少だったため参戦することはなかった。
1658年12月1日に父方の祖母初代オファリー女男爵レティス・ディグビーが死去すると、アイルランドでの領地を継承したが、オファリー男爵位は継承できなかった。
1661年6月25日にアイルランド貴族院議員に就任したほか、父と同じくキングス・カウンティ総督に任命された。同年7月11日にダブリンで死去、13日にダブリンの聖パトリック大聖堂に埋葬された。長男が夭折したため、次男ロバートが爵位を継承した。

## 家族
1652年までにメアリー・ガーディナー（Mary Gardiner、1692年12月23日没、ロバート・ガーディナーの娘）と結婚、4男3女をもうけた。第2代ディグビー男爵の死後、メアリーはイングランドに戻り、コーゾルに住んだが、再婚はせず、子育てに専念した。
- ロバート（1653年4月22日 – 7月11日） - 夭折、コーゾル（英語版）で埋葬された[1]
- ロバート（1654年4月30日 – 1677年12月29日） - 第3代ディグビー男爵[1]
- サイモン（1657年7月18日 – 1686年1月19日） - 第4代ディグビー男爵[1]
- エリザベス - 夭折[3]
- メアリー - 夭折[3]
- レティス（Lettice） - チャールズ・コーツ（Charles Coates）と結婚[3]
- ウィリアム（1662年2月20日洗礼 – 1752年11月29日） - 第5代ディグビー男爵[4]